# Flerte Fatal
Flerte Fatal é o 13° álbum de estúdio da cantora Rita Lee, e o 7° em conjunto com Roberto de Carvalho. Foi lançado em 12 de maio de 1987 pela gravadora EMI.

## Recepção
Tendo problemas com alcoolismo, a cantora Rita Lee começou a compor novas canções para o novo trabalho de estúdio, agora na gravadora EMI, com produção de Roberto de Carvalho. Na sua autobiografia, Lee diz não se lembrar das gravações do disco.
Bwana, como diz a cantora: "Uma baladona generosa e simpática, a letra mais uma declaração para Rob ali representando o personagem de gibi Fantasma, e eu no papel de Narda, sua namorada submissa." 
Músico Problema, diz Lee como um "autorretrato meu na época", Blue Moon, uma versão em português de Lee para a canção do mesmo nome, Pega Rapaz um "rockcarnaval com uma letra retrô tolinha", Brazix Muamba de acordo com Rita é uma: "Música Feroz e impecável com uma letra (ainda mais atual do que hoje) sobre a desesperança do Brasil em sair do buraco.".
Flerte Fatal, a cantora fala que é "Um roquinho embaladinho gostosinho com o jogo de palavras meio cafajestinho", Me Recuso, escrita por Rita e cantada por Gal Costa para o disco Caras e Bocas de 1977, sendo um blues cadenciado por uma nota só e um refrão mal-humorado, Picola Marina, de Roberto com Antônio Bivar e Xuxuzinho, escrita inspirada em Xuxa.
A música "Pega Rapaz" fez parte da trilha sonora nacional da telenovela da Rede Globo, "Brega & Chique" de Cassiano Gabus Mendes. A canção era tema do personagem "Baltazar" interpretado por Dennis Carvalho.
O álbum foi duramente criticado pela crítica, onde fez Rita pegar ódio dos críticos e de dar entrevistas.
Segundo o Jornal do Brasil, o álbum vendeu mais de 290 mil cópias só no ano de 87. As canções Bwana e Pega Rapaz foram as mais tocadas nas rádios brasileiras. 
Mesmo sem dar entrevistas, o casal Lee & Carvalho divulgou o disco em vários programas de televisão como Xou da Xuxa, Globo de Ouro e Cassino do Chacrinha, onde ganharam disco de ouro pelas mais de 100,000 cópias vendidas.

## Turnê
O álbum Flerte Fatal obteve uma turnê nacional nominada Rita Lee e Roberto Tour 87/88, foi a 9ª turnê realizada pela cantora Rita Lee. A tunÊ foi anunciada como a última grande excursão que Rita realizaria em sua carreira. A turnê percorreu de 19 de agosto de 1987 à 02 de julho de 1988, totalizando 24 apresentações em 20 cidades brasileiras, e uma na Suíça. Ao todo a turnê obteve cerca de 300 mil expectadores.

## Faixas
Todas as canções escritas por Rita Lee e Roberto de Carvalho, exceto onde notado.
| Lado 1 |                 |                                                |         |  |
| N.º    | Título          | Compositor(es)                                 | Duração |  |
| 1.     | "Brazix Muamba" |                                                | 4:05    |  |
| 2.     | "Flerte Fatal"  |                                                | 3:18    |  |
| 3.     | "Bwana"         |                                                | 3:58    |  |
| 4.     | "Me Recuso"     | Rita Lee, Luis Sérgio Carlini, Lee Marcucci    | 4:26    |  |
| 5.     | "Blue Moon"     | Lorenz Hart, Richard Rodgers. Versão: Rita Lee | 2:49    |  |

| Lado 2         |                   |                                       |         |  |
| N.º            | Título            | Compositor(es)                        | Duração |  |
| 6.             | "Pega Rapaz"      |                                       | 4:06    |  |
| 7.             | "Músico-Problema" |                                       | 3:58    |  |
| 8.             | "Para Com Isso"   | Roberto de Carvalho, André Christovam | 3:43    |  |
| 9.             | "Picola Marina"   | Roberto de Carvalho, Antônio Bivar    | 3:27    |  |
| 10.            | "Xuxuzinho"       |                                       | 2:58    |  |
| Duração total: | Duração total:    | Duração total:                        | 34:48   |  |